# Creu de terme de Santa Coloma Sasserra
La Creu de terme de Santa Coloma Sasserra és una creu de terme del municipi de Castellcir (Moianès), situada dins el conjunt format per l'església de Santa Coloma Sasserra i els seus annexos, un cementiri, la rectoria de Santa Coloma i el mas del Giol.
La base de la creu està formada per dos graons. L'inferior és octogonal i està format per un conjunt de vuit blocs de pedra, la junta dels quals coincideix amb els angles de l'octàgon. El graó superior, de mida reduïda, també és octogonal, i està construït amb quatre blocs. El sòcol és monolític i octogonal, amb la part superior motllurada. El fust, monolític, és quadrat, amb les cares definides per cordons o estries. Una d'elles està restaurada. A la part superior hi ha inserida la creu pròpiament dita. És una creu llatina de ferro forjat, i als quatre angles que formen els braços, la cúspide i el peu, hi ha petites ornamentacions ondulades. En una fotografia de 1916 s'observa un coronament diferent, compost per un capitell i una creu de pedra, amb decoracions en baix relleu, la qual ha estat reemplaçada.